# 감사 (태도)

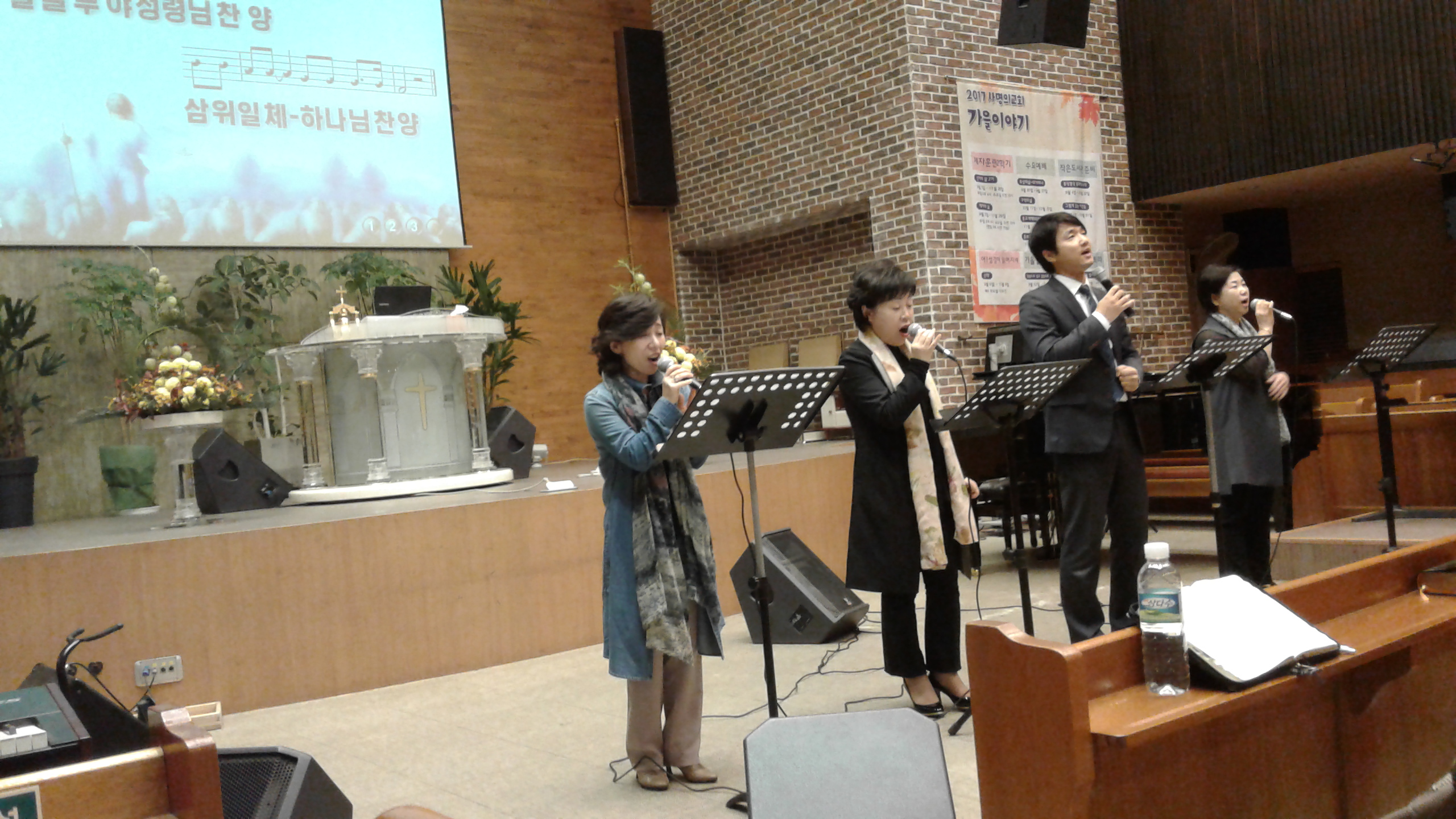
하나님께 찬양하는 모습

감사(感謝, Gratitude, thankfulness, thanksgiving) 또는 고마움은 고맙게 생각하는 태도이다. 다른 사람의 친절을 받는 사람이 느끼는 감사의 느낌(또는 이와 유사한 긍정적인 반응)이다. 이러한 친절은 다른 사람에 대한 선물, 도움, 호의 또는 다른 형태의 관대일 수 있다.
감사의 영단어 gratitude라는 단어는 "기쁘다" 또는 "감사하다"를 의미하는 라틴어 gratus에서 유래되었다. 감사를 기대하는데 감사가 없는 것을 배은망덕이라고 한다.
감사는 여러 세계 종교의 일부였다. 이는 고대, 중세, 현대 철학자들의 관심 주제이기도 했다.
심리학 분야에서는 감사의 단기 경험(감사 상태), 감사를 느끼는 빈도의 개인차(특성 감사), 이 둘 사이의 관계, 감사의 치료적 이점을 이해하려고 시도한다.

## 기독교 개념
감사는 그리스도인의 삶 전체를 빚어 내고 형성시키는 것이라고 말해져 왔다. 마틴 루터는 감사란 "근본적인 기독교인의 태도"라고 불렀는데, 오늘날에도 여전히 "복음의 핵심"으로 언급된다. 각 기독교인은 인격적인 하나님에 의해 창조되었다고 믿기 때문에 그리스도인은 그들의 창조자에게 찬양하고 감사를 드린다. 그리스도인들이 감사를 할 때 하나님은 모든 선한 것들을 사심 없이 주는 분으로 이해된다. 이 때문에 그리스도인이 삶의 모든 면을 형성하면서 공통적 유대감을 공유하게 하는 깊은 감사의 마음을 나누게 된다. 기독교에서 감사는 그리스도인들이 자신의 생각과 행동을 형성하도록 고무시키는 하나님의 관용을 인정하는 것이다. 단순히 감정적 느낌 대신에, 기독교의 감사는 감정과 생각뿐 아니라 행동과 행위를 형성하는 미덕으로 여겨진다. 조나단 에드워즈 (Jonathan Edwards)는 종교적 애정에 관한 그의 논문(A Treatise Concerning Religious Affections)에서 감사 그리고 하나님에 대한 감사는 진정한 종교의 표지(signs)라고 한다. 이 때문에 종교적 영성은 바로 감사로 측정된다고 한다. 알포트 (Allport, 1950)는 성숙한 종교적 의향은 깊은 감사의 감정에서 나왔다고 하며, 조나단 에드워즈 (Edwards, 1746/1959)는 감사의 "애정"이란 사람의 삶에서 하나님의 임재(코람 데오)를 발견하는 가장 정확한 방법 중 하나라고 주장했다. 사무엘과 레스터(Samuels and Lester, 1985)는 그들이 수행한 한 연구에서 50명의 가톨릭 수녀들과 사제들의 작은 표본을 통하여 사랑과 감사는 하나님을 향하여 최고로 경험되는 감정이라고 주장했다.

## 빚짐과의 비교
어떤 사람들은 감사가 빚을 지는 것과 같지 않다고 주장한다. 두 감정 모두 도움이나 호의에 대한 반응으로 발생할 수 있지만, 빚은 개인이 도움에 대한 상환이나 보상을 제공할 의무가 있다고 인식할 때 발생한다. 두 가지 감정은 서로 다른 행동으로 이어진다. 빚이 있는 사람은 자신을 도와준 사람을 피하도록 동기를 부여할 수 있는 반면, 감사는 받는 사람이 자신의 은인을 찾고 그들과의 관계를 개선하도록 동기를 부여할 수 있다.
예를 들어, 부모에 대한 이주 청소년의 감정에 대한 연구는 "이주 후 감사는 봉사하고 빚은 세대 간 관계에 도전한다"고 지적했다. 연구에서는 “은인의 보답에 대한 기대가 높아지면 수혜자의 빚은 늘어나지만 감사하는 마음은 줄어든다”고 지적했다.

## 같이 보기
- 찬양[2]